# Thelypodiopsis divaricata
Thelypodiopsis divaricata är en korsblommig växtart som först beskrevs av Reed Clark Rollins, och fick sitt nu gällande namn av Stanley Larson Welsh och James Lauritz Reveal. Thelypodiopsis divaricata ingår i släktet Thelypodiopsis och familjen korsblommiga växter. Inga underarter finns listade i Catalogue of Life.